# Александровка 1-я (Ржаксинский район)
Александровка 1-я (ранее также Александровка) — село в Ржаксинском районе Тамбовской области России. 
Входит в Гавриловский сельсовет. До 2013 года село являлось административным центром Александровского сельсовета.

## География
Расположена на реке Савала, в 8 км к западу от райцентра, пгт Ржакса, и в 75 км к юго-востоку от Тамбова.

## Население
| 2002 | 2010 |
| ---- | ---- |
| 170  | ↘157 |

Согласно результатам переписи 2002 года, в национальной структуре населения русские составляли 84 % от жителей.